# Eugenia nigerina
Eugenia nigerina là một loài thực vật có hoa trong Họ Đào kim nương. Loài này được A.Chev. mô tả khoa học đầu tiên năm 1920.